# Nu3 Canis Majoris
Título a ser usado para criar uma ligação interna é Nu3 Canis Majoris.
Nu3 Canis Majoris (8 Canis Majoris) é uma estrela na direção da constelação de Canis Major. Possui uma ascensão reta de 06h 37m 53.43s e uma declinação de −18° 14′ 14.8″. Sua magnitude aparente é igual a 4.42. Considerando sua distância de 464 anos-luz em relação à Terra, sua magnitude absoluta é igual a −1.35. Pertence à classe espectral K0II/III.